# João Justino Amaral dos Santos
João Justino Amaral dos Santos, mais conhecido como Amaral (Campinas, 21 de dezembro de 1954 – 31 de maio de 2024), foi um futebolista brasileiro que atuava como zagueiro.
É considero um dos maiores zagueiros da história do Guarani.

## Carreira
Chegou nas divisões de base do Guarani com 13 anos e com pouco mais de 15 anos, se tornou profissional no clube. Amaral foi um zagueiro clássico, que preferia sair com a bola dominada a dar um "bicão" para a frente. Foi reconhecido com o prêmio da Bola de Prata da revista Placar em 1975. Atuou pelo clube até 1978 em mais de 350 jogos atuando com a camisa alviverde.
Em janeiro de 1978, se transferiu para o Corinthians por cinco milhões de cruzeiros, mas só integrou o elenco após a Copa do Mundo.
Sua uma longa carreira na Seleção Brasileira ficou marcada por um momento importantíssimo na Copa de 1978. Na partida contra a Espanha, o Brasil corria o risco de não se classificar para a segunda fase caso fosse derrotado. Num ataque espanhol, o goleiro Leão acabou ficando batido. Amaral, com grande visão de jogo, postou-se sobre a linha de gol. A bola foi chutada pela equipe espanhola, e o zagueiro evitou o gol certo. Mas o rebote foi espanhol e uma nova tentativa foi feita. Mas Amaral estava lá novamente para tirar em cima da linha e entregar a bola às mãos de Leão. A partida terminou sem gols.
Pelo Corinthians, fez história ao conquistar o Paulistão de 1979 formando a chamada "muralha negra" ao lado do goleiro Jairo, do lateral-direito Zé Maria, do zagueiro Mauro, do lateral-esquerdo Wladimir e do volante Caçapava, todos jogadores negros. Prejudicado por uma lesão no joelho direito, precisou fazer uma operação para extração dos meniscos e depois da cirurgia caiu de produção. Pelo Timão foram 133 partidas disputadas e um gol marcado.
Em abril de 1981, teve o passe vendido ao Santos, que, quatro meses depois, o negociou com o Universidad de Guadalajara.
Jogou ainda no México pelo Club América (1982-1984) e (1984-1986) no Leones Negrose e conquistou a Primeira Divisão Mexicana em 1984.
Seu último clube foi o Blumenau, em 1987, onde firmou um vínculo de 90 dias e salário de 100 mil cruzados mensais.

### Seleção Brasileira
Pela Seleção Brasileira, foi campeão do Torneio Bicentenário dos EUA, Taça do Atlântico, Copa Rio Branco, Copa Roca, todos em 1976 e participou da Copa do Mundo de 1978, formando a dupla de zaga titular, ao lado de Oscar.
Disputou 56 partidas, entre 1975 e 1980.

### Morte
Amaral morreu no dia 31 de maio de 2024, aos 69 anos vítima de um câncer.

## Títulos
Seleção Brasileira
- Torneio Bicentenário dos EUA: 1976
- Taça do Atlântico: 1976
- Copa Rio Branco: 1976
- Copa Roca: 1976

Corinthians
- Campeonato Paulista: 1979[7]

Club América
- Campeonato Mexicano: 1984

### Prêmios Individuais
- Bola de Prata (Placar): 1975

## Campanhas de destaque
Seleção Brasileira
- Copa do Mundo: 3º lugar - 1978
- Copa América: 3º lugar - 1979

Guarani
- Campeonato Paulista: campeão 1º turno - 1976